# Peppe Voltarelli
 Targa Tenco 2016 Migliore album interprete

Peppe Voltarelli (Cosenza, 26 dicembre 1969) è un cantautore, attore e scrittore italiano. Fondatore nel 1990 del gruppo Il parto delle nuvole pesanti di cui è stato cantante e leader fino al 2005, conduce carriera solista dal 2006 durante la quale ha vinto tre Targhe Tenco.

## Carriera

### Musica

#### Con Il parto delle nuvole pesanti
Nel 1990 fonda a Bologna Il parto delle nuvole pesanti, band di folk-rock sperimentale formata da studenti universitari calabresi. Il disco d'esordio Alisifare e una prolifica attività concertistica rivelano il gruppo come una delle realtà più interessanti del folk anni '90. Canzoni come Raggia e Lupu e l'album 4 battute di povertà, prodotto dalla Lilium dei fratelli Onorato di Monza e distribuito dalla Sony Music, diventano apripista di un genere denominato tarantella punk. L'ultimo lavoro di Voltarelli con la band, intitolato Il parto, ottiene buoni risultati di critica e vendite. Dopo aver pubblicato sette album, un concerto dal vivo insieme a Claudio Lolli e aver suonato in centinaia di concerti sia in Italia (tra cui, al Concerto del Primo Maggio nel 1999 e 2005 e al Premio Tenco nel 1998, 2000 e 2001) che all'estero, nel 2005 Voltarelli, voce, autore dei testi e della musica sin dal sua fondazione, lascia il gruppo per intraprendere una carriera da solista.

#### Solista

##### Distratto ma però(2007)
Distratto ma però è il primo lavoro discografico da solista, pubblicato da KomArt e distribuito da Venus nel 2007. L'album viene prodotto da Finaz della Bandabardò e vede la partecipazione di Pau dei Negrita, Roy Paci, Sergio Cammariere e del regista Giancarlo Cauteruccio. Nel lavoro prende forma la nuova personalità artistica dove, alla voce profonda e alla ricercatezza dei testi, si affianca una grande ironia nel trattare temi delicati come l'emigrazione e la solitudine. Il disco entra nella cinquina dei finalisti per la Targa Tenco 2007 riservata alle opere prime, portandolo così a partecipare alle serate conclusive del Premio Tenco al Teatro Ariston di Sanremo. La tournée di presentazione arriva fino in Canada, Messico e Stati Uniti d'America. L'impegno su tematiche sociali continua nel bootleg Duisburg Nantes Praga, lavoro di denuncia contro la mafia, registrato dal vivo durante il tour europeo del 2008. Pur essendo supportato esclusivamente dalle vendite durante i concerti e in rete, il disco vende oltre 3.000 copie in meno di un anno. In questi anni, partecipa inoltre a tre edizioni consecutive del Concerto del Primo Maggio a Roma (2009, 2010 insieme ad Alfio Antico e Lautari, 2011 insieme alla Bandabardò).

##### Ultima notte a Malá Strana(2010)

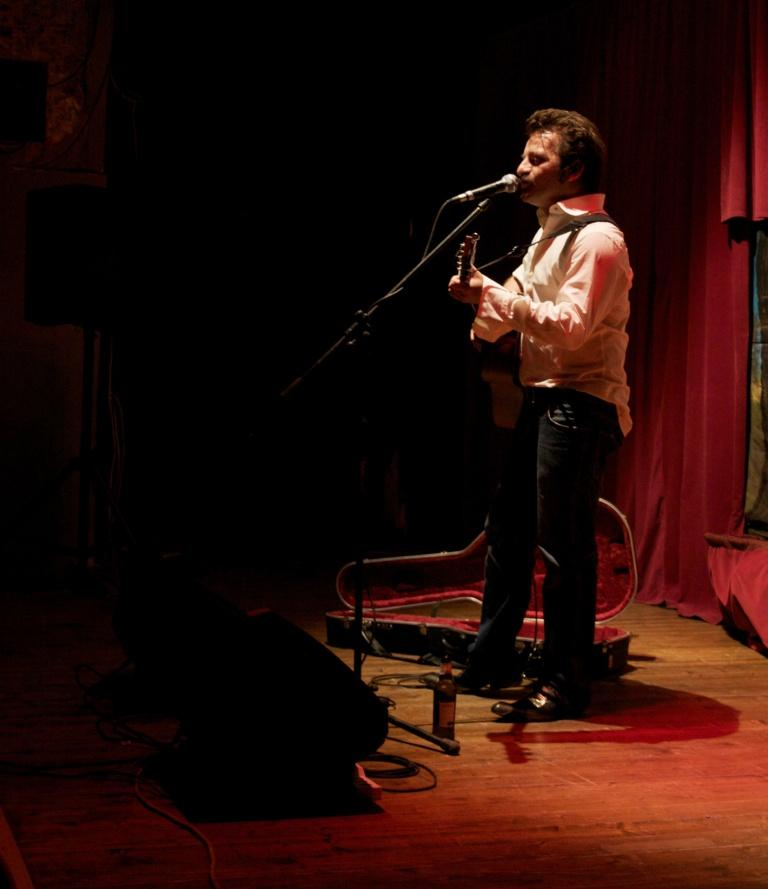
Peppe Voltarelli in concerto alla Lomax di Catania (2010)

Il trasferimento a Berlino nel 2009 e la decisione di puntare su un suono più essenziale e scarno segnano l'inizio di una nuova fase creativa che porta nel 2010 al secondo disco da solista, intitolato Ultima notte a Malá Strana, prodotto di nuovo da Finaz della Bandabardò. L'album viene pubblicato da OTR Live e distribuito da Universal in Italia, pubblicato da Le Chant du Monde in Francia, distribuito da Harmonia Mundi in Europa e successivamente distribuito oltreoceano in Argentina e Canada.
Il disco viene presentato in anteprima in un concerto al teatro Alhambra di Parigi in Francia, dove il singolo Scarpe rosse impolverate rimane per diverse settimane nelle playlist di Radio France. In Argentina esce per Los Años Luz Discos, dove viene presentato a Buenos Aires con un concerto alla Trastienda, con ospite la cantante uruguayana Ana Prada. Durante il tour argentino viene invitato a partecipare al concerto di Adriana Varela, storica voce del tango argentino. In Canada viene pubblicato da Les Productions Casa Nostra, con distribuzione DEP e Universal: l'uscita viene accompagnata da una tournée, insieme al cantante italo-canadese Marco Calliari, che tocca Montréal, Québec e Val-d'Or. L'album viene recensito su Radio Canada che programma il singolo Scarpe rosse impolverate, che lo porta a partecipare al programma Je l'ai vu à la radio su Première Chaîne.
Il disco si aggiudica la Targa Tenco 2010 come miglior album in dialetto: l'onorificenza è conferita per la prima volta in assoluto ad un'opera in dialetto calabrese. Voltarelli dedica il premio ad Angelo Vassallo, sindaco ambientalista del comune di Pollica in provincia di Salerno, ucciso in un agguato di stampo mafioso. Nel 2014 Matka Měst, reinterpretazione in ceco della canzone 'Sta città, tradotta da Michal Horáček e inserita nell'album Segrado di František Segrado, raggiunge la prima posizione nelle classifiche della Repubblica Ceca.

##### Lamentarsi come ipotesi(2014)
Lamentarsi come ipotesi è il terzo disco da solista, come il precedente pubblicato da OTR Live e distribuito da Universal nel 2014. Il disco si compone di dodici canzoni, di cui nove in italiano, due in dialetto calabrese e un brano strumentale. Registrato a Firenze e prodotto ancora una volta da Finaz della Bandabardò, rappresenta la chiusura ideale di una trilogia iniziata nel 2007 con Distratto ma però: un percorso col quale l’artista ha approfondito la sua ricerca tra canzone d’autore e identità culturale tradizionale. L’album vanta ospiti quali Tiziano Borghi, Max Dedo, Letizia Dei, Mauro Durante del Canzoniere Grecanico Salentino, Otello Profazio, Riccardo Tesi, oltre ad un cameo del cantautore argentino Kevin Johansen.

##### Voltarelli canta Profazio(2016)
Voltarelli canta Profazio è il quarto lavoro discografico da solista, in cui omaggia il cantautore conterraneo, con cui condivide il giorno di nascita. Pubblicato nel 2016 da Squilibri e arrangiato e prodotto da Carlo Muratori, l'album si avvale di musicisti quali Marco Carnemolla, Lucia Consolino, Peppe Di Mauro e per la copertina e il libro allegato delle opere d'arte delle artiste Anna e Rosaria Corcione, le quali, a loro volta, omaggiano un altro calabrese, l'artista Mimmo Rotella. Per la seconda volta, Voltarelli vince la Targa Tenco 2016 nella categoria miglior album interprete.

##### Dio come ti amo(2019)
Nel 2019 il disco autoprodotto Dio come ti amo viene distribuito esclusivamente nei concerti. Il singolo omonimo, reinterpretazione del successo planetario di Domenico Modugno (con cui il cantautore pugliese vinse il Festival di Sanremo e partecipò all’Eurovision del 1966), viene pubblicato dall'etichetta di New York Adesso in una nuova versione electro swing in collaborazione con i produttori parigini Bart & Baker.

##### Planetario(2021)
Planetario è il sesto disco da solista, prodotto da Sergio Secondiano Sacchi e Daniele Caldarini per Cose di Amilcare e pubblicato da Squilibri nel 2021. Nell'album, Voltarelli decide di cimentarsi nell'interpretazione in italiano di brani che sono diventati nel tempo dei veri capisaldi di autori come Jacques Brel, Bob Dylan, Léo Ferré, Joaquin Sabina, Vladimir Vysotsky, duettando con rinomati nomi della canzone internazionale, quali Luis Eduardo Aute, Joan Isaac, Amancio Prada, Silvio Rodríguez, Rusó Sala, Joan Manuel Serrat e Adriana Varela. Per la terza volta, Voltarelli vince la Targa Tenco 2021 per il miglior album interprete.

##### La grande corsa verso Lupionòpolis(2023)
Nel 2023 esce il settimo album da solista, La grande corsa verso Lupionòpolis, pubblicato da Visage Music e distribuito da Pirames International. Il disco viene registrato a New York da Marc Urselli (tre Grammy Award e collaborazioni con Lou Reed e Nick Cave) nello storico EastSide Sound di Manhattan e arrangiato e prodotto dal pianista italiano di base a Los Angeles Simone Giuliani (al suo attivo produzioni con Andrea Bocelli e la London Symphony Orchestra). L'album, che contiene dieci tracce di cui otto canzoni in dialetto calabrese, una in italiano e un valzer strumentale, vede la presenza di musicisti di calibro internazionale quali Davin Hoff, Jake Owen, Stephane San Juan, Mauro Refosco e la partecipazione di Eleanor Norton, Dough Wieselman e Amy Denio. Il disco entra nella cinquina dei finalisti per la Targa Tenco 2023 nella categoria miglior album in dialetto, posizionandosi 2º nella classifica finale, e nel 2024 vince il Premio Nazionale Città di Loano per la Musica Tradizionale Italiana come miglior album 2023.

### Cinema
Dall'incontro e l'inizio del sodalizio con il regista Giuseppe Gagliardi nasce nel 2003 Doichlanda (espressione con cui gli emigrati calabresi usano chiamare la Germania), documentario che racconta il viaggio musicale di una band etno-rock nei ristoranti calabresi e nei luoghi dell'emigrazione italiana in Germania. Il film si aggiudica il Premio della giuria al Torino Film Festival del 2003, viene scelto dal Goethe Institut come testimonial durante le manifestazioni celebrative dei 50 anni dell'emigrazione italiana in Germania e viene proiettato all'estero in città come Colonia, Francoforte, Londra, Monaco di Baviera, Praga e Washington. Dal film viene estratto il videoclip di Onda calabra, che vince il Premio speciale della giuria M.E.I. nella categoria migliore videoclip d’autore.
Tre anni dopo è il turno del film La vera leggenda di Tony Vilar, sempre del regista Giuseppe Gagliardi: un road movie che racconta l’epopea degli italiani d’America, seguendo le tracce di un cantante italiano famoso in Argentina negli anni sessanta e ormai sparito dalle scene. La storia, che si svolge tra Buenos Aires e New York, rappresenta il primo caso di mockumentary (falso documentario) italiano. Nel film Voltarelli è co-sceneggiatore, attore protagonista e autore delle musiche. L’opera partecipa alla Festa del Cinema di Roma (2006), al Tribeca Film Festival di New York (2007), all'International Film Festival di Calgary (2007), al Festival del Cinema Italiano di Belgrado (2008), al Weird Mob di Sydney (2008), all'Italian Film Festival di Dublino (2008) e all’Italian Film Festival di San Diego (2009).
Nel 2007 recita nel film Notturno bus del regista Davide Marengo. Nel 2008 le canzoni Distratto ma però e L'anima è vulata vengono inserite nella colonna sonora del film Fuga dal call center, opera prima di Federico Rizzo che partecipa al Festival internazionale del cinema di Karlovy Vary in Repubblica Ceca. Nel film Voltarelli recita la parte di una curiosa guardia antitaccheggio.
Nel 2011 la canzone Onda calabra, scritta per il documentario Doichlanda diretto da Giuseppe Gagliardi, viene usata in forma di parodia nel film di Giulio Manfredonia Qualunquemente con protagonista Antonio Albanese. A seguito di una lettera aperta pubblicata in prima pagina su Calabria Ora, Voltarelli fa nascere una diatriba, rivendicando Onda calabra come canzone di passione ed emigrazione, non in linea con l'utilizzo che ne viene fatto nel film. Sempre nel 2011, firma la colonna sonora originale, pubblicata da Warner Chappell Music Italiana, di Tatanka, film diretto dal regista Giuseppe Gagliardi, tratto da un racconto di Roberto Saviano e con attore protagonista il pugile Clemente Russo.
Nel 2012 cura la colonna sonora del film Aspromonte, opera prima del regista italo-tunisino Hedy Krissane. Nel 2013 partecipa al film argentino Vino para robar del regista Ariel Winograd, nel 2015 al film spagnolo Cançons d’amor i anarquia del regista Carlos Benpar e nel 2017 al film italiano Babylon sisters del regista Gigi Roccati, di cui cura anche la colonna sonora.
Negli ultimi anni partecipa come attore alle serie televisive 1992 di Giuseppe Gagliardi nel 2015, La mafia uccide solo d’estate di Luca Ribuoli nel 2018 e Il re di Giuseppe Gagliardi nel 2022.

## Discografia

### Con Il parto delle nuvole pesanti
Album (CD)
- 1991 - Guerra al salario
- 1994 - Alisifare
- 1996 - Pristafòra
- 1997 - 4 battute di povertà
- 2000 - Sulle ali della mosca
- 2001 - Roccu u stortu
- 2003 - Ho visto anche degli zingari felici (con Claudio Lolli, live)
- 2004 - Il parto

Album (MC)
- 1994 - Alisifare
- 1997 - 4 battute di povertà
- 2000 - Sulle ali della mosca

EP (CD promo)
- 2002 - Attenzione all'estinzione

Singoli (CD promo)
- 1997 - Sule
- 1998 - L’avventura
- 2000 - Ciani

Compilation (CD)
- 1996 - AA.VV. - Hitz Egin! Parla! Libertà d’espressione (Il parto delle nuvole pesanti - Diserzione)
- 1997 - AA.VV. - Max Generation 97 - La musica che cambia (Il parto delle nuvole pesanti - Sule)
- 1997 - AA.VV. - Radioira (Il parto delle nuvole pesanti - Uomo cane)
- 1998 - AA.VV. - Hitz Egin! Parla! Libertà d’espressione (Il parto delle nuvole pesanti - Diserzione)
- 1999 - AA.VV. - La notte del dio che balla (Il parto delle nuvole pesanti - Ballo senza piedi)
- 2000 - AA.VV. - Il Mucchio Selvaggio - Dicembre 2000 (Il parto delle nuvole pesanti - Le cose che mi restano)
- 2001 - AA.VV. - Come fiori in mare (Luigi Tenco riletto) (Il parto delle nuvole pesanti - Ognuno è libero)
- 2001 - AA.VV. - Caterpillar vol. 4 (Il parto delle nuvole pesanti - Ciani)
- 2002 - AA.VV. - Canzoni per te (Dedicato a Sergio Endrigo) (Il parto delle nuvole pesanti - L’Orlando)
- 2002 - AA.VV. - Combat (Il parto delle nuvole pesanti - Le cose che mi restano)
- 2003 - AA.VV. - Non più i cadaveri dei soldati (Un omaggio a Fabrizio De André) (Il parto delle nuvole pesanti - La guerra di Piero)
- 2003 - AA.VV. - Yatra (Il parto delle nuvole pesanti - Giga)
- 2003 - AA.VV. - BallaveloceVivilento (Il parto delle nuvole pesanti - Raggia)
- 2003 - AA.VV. - Il cielo sopra Baghdad / L’altra faccia della guerra (Live in Baghdad) (Il parto delle nuvole pesanti - Prendo il vento, Viaggiatori)
- 2003 - AA.VV. - Senza che nessuno ci consenta (Il parto delle nuvole pesanti - Diserzione)
- 2004 - AA.VV. - Canzoni contro - Un altro mondo è possibile (Claudio Lolli & Il parto delle nuvole pesanti - Ho visto anche degli zingari felici)
- 2004 - AA.VV. - Tribù italiche: Calabria (Il parto delle nuvole pesanti - U cagon, Raggia)
- 2005 - AA.VV. - Made in Italy (Il parto delle nuvole pesanti - L’imperatore)
- 2005 - AA.VV. - Caterpillar - The White Album (Il parto delle nuvole pesanti - Onda calabra)
- 2005 - AA.VV. - AtpCD2 - Musiche per lavoratori flessibili - Vol. 2 (Il parto delle nuvole pesanti - Onda calabra)
- 2006 - AA.VV. - MArte Live (Il parto delle nuvole pesanti - Ciani)
- 2009 - AA.VV. - Dal profondo (Il parto delle nuvole pesanti - Ciani)
- 2013 - AA.VV. - Mi (Omaggio a Modugno) (Il parto delle nuvole pesanti - L’avventura)

### Solista
Album (CD)
- 2007 - Distratto ma però
- 2010 - Ultima notte a Malá Strana
- 2014 - Lamentarsi come ipotesi
- 2016 - Voltarelli canta Profazio
- 2021 - Planetario
- 2023 - La grande corsa verso Lupionòpolis

Colonne sonore originali (CD)
- 2011 - Tatanka
- 2017 - Babylon sisters

Colonne sonore originali (CD promo)
- 2006 - La vera leggenda di Tony Vilar

Colonne sonore originali (digitale)
- 2013 - Aspromonte

Bootleg (CD)
- 2009 - Duisburg Nantes Praga
- 2016 - Live Café Vinilo Buenos Aires

EP (CD, Card Sleeve)
- 2019 - Dio come ti amo

Bootleg (digitale)
- 2009 - Live in Třebotov (Třebotovská Říje)
- 2010 - Live in Dortmund (AdriaHochZwei Festival, Domicil Club)
- 2012 - Live in Buenos Aires (Club Atlético Fernández Fierro)
- 2013 - Live in Montreal (Festival de Jazz de Montréal, Le Savoy du Métropolis)
- 2014 - Live in New York City (SubCulture)
- 2015 - Live in Milan (Auditorium Demetrio Stratos, Radio Popolare)
- 2015 - Live in Montegranaro (Auditorium Officina delle Arti)
- 2018 - Live in Paris (Café de la Danse)
- 2019 - Live in Zurich (The Millers)
- 2019 - Live in Antananarivo (Institut Français de Madagascar)
- 2021 - Live in Rome (Auditorium Parco della Musica)
- 2023 - Live in Diamante (Peperoncino Festival)

Singoli (digitale)
- 2015 - Scarpe rosse impolverate (Dusty red shoes) (4MuLA remixes)
- 2015 - Sciakatan
- 2016 - Il monumento
- 2019 - Dio come ti amo (Bart & Baker remix)

Singoli (CD promo)
- 2007 - Italiani superstar

Compilation (CD)
- 2008 - AA.VV. - Deviazioni (Un omaggio a Vasco Rossi) (Peppe Voltarelli, Ste Sardo, Cato - La nostra relazione)
- 2008 - AA.VV. - Bardóci (Inediti e rarità di Sergio Bardotti interpretati dagli artisti del Club Tenco) (Peppe Voltarelli - Io bevo = Je bois)
- 2008 - AA.VV. - Pan Brumisti - Quelle piccole cose (Peppe Voltarelli - Signora poesia)
- 2008 - AA.VV. - (Teresa De Sio presenta) Riddim a sud (Peppe Voltarelli - Bene nun ci’nne)
- 2008 - AA.VV. - Capo Verde terra d’amore vol. 3 (Canzoni di Cesaria Evora e Teófilo Chantre in italiano) (Lucilla Galeazzi & Peppe Voltarelli - Segreti al chiar di luna (Segredo na luar)
- 2009 - AA.VV. - Salotto Live (Peppe Voltarelli - Distratto ma però)
- 2012 - AA.VV. - Tirullallero 2. Canti e musiche dalla Calabria (Peppe Voltarelli - Turismo in quantità)
- 2013 - AA.VV. - Le cose di Amilcare. Barcelona 2013 (Peppe Voltarelli - Scarpe rosse impolverate)
- 2013 - AA.VV. - Capo Verde terra d’amore vol. 3 (Canzoni di Cesaria Evora e Teófilo Chantre in italiano) (Peppe Voltarelli - Rosa)
- 2015 - AA.VV. - The Electro Swing Revolution vol. 6 (Peppe Voltarelli - Scarpe Rosse Impolverate (Dusty red shoes))
- 2015 - AA.VV. - Vivo! (Vent’anni di musica all’Istituto Ernesto De Martino) (Peppe Voltarelli - Les anarchistes)
- 2015 - AA.VV. - Multifilter - Mito e memoria del padre nella canzone (Peppe Voltarelli - Sepolcrali blues)
- 2018 - AA.VV. - Vent’anni di Sessantotto (Peppe Voltarelli - Combat)
- 2019 - AA.VV. - Io credevo - Le canzoni di Gianni Siviero (Peppe Voltarelli - Che faccio qui)
- 2021 - AA.VV. - A sud di Bella ciao (voce in Bella ciao (a sud))

Compilation (CD/DVD)
- 2009 - AA.VV. - Il mondo del Primo Maggio (Peppe Voltarelli - Malarazza, Onda calabra)

Compilation (digitale)
- 2024 - AA.VV. - International Artists For Gaza - Vol. 8 (Peppe Voltarelli - Au cinema)

Collaborazioni
Album (CD)
- 1998 - Giancarlo Onorato - Io sono l’angelo (fisarmonica in Gli sposi volanti)[45]
- 2004 - La Soluzione - La Soluzione (produttore artistico album, voce e tamburello in Luce)[46]
- 2006 - Antonello Messina - Aziyz (voce in Milonga)[47][48]
- 2007 - Sergio Cammariere - L’abbuffata (Original Motion Picture Soundtrack) (autore e co-compositore in L’imperatore, compositore in Tarantella del Trionto, compositore in Meccaniche terrestri, co-compositore in Onda calabra, co-compositore in Promenade de la mouche, autore e compositore in L’anima è vulata)
- 2008 - Ardecore - Sulla strada con Tenco (voce in Ora sei rimasta sola)
- 2008 - H.E.R. - Magma (voce in Grandioso amore)[49]
- 2008 - Teresa De Sio - Sacco e fuoco (cori)
- 2011 - Davide Van De Sfroos - Yanez (voce in Dove non basta il mare)
- 2012 - QuartAumentata - Sirene e naviganti (autore, compositore, voce in Omini di panza)
- 2013 - Marco Calliari - Mi ricordo (voce in La buona creanza (La bienséance))
- 2014 - The Tiptons Saxophone Quartet & Drums - Tiny lower case (voce in Peppe, Amara terra mia, All good things)
- 2016 - Carlo Muratori - Sale (voce in E sugnu 'talianu)
- 2016 - Giorgia del Mese - Nuove emozioni post-ideologiche (voce in Soltanto tu)
- 2019 - Marco Calliari - Calliari Bang! Bang! (voce in Pizzica matta)
- 2021 - Alessandro D'Alessandro - Canzoni (per organetto preparato & elettronica) (voce in Mario)
- 2022 - Barreca - Eppure adesso suono (voce in Che fortuna!)
- 2023 - Giacomo Lariccia - Dieci (voce in L'attendente Cancione in bicicletta)

Album (MC)
- 1998 - Giancarlo Onorato - Io sono l’angelo (fisarmonica in Gli sposi volanti)[45]

Album (digitale)
- 2024 - Radio Lausberg - Akusticose elettriche (voce in Pasta e fagioli)

Compilation (CD)
- 2019 - AA.VV. - The dreamers (co-autore, compositore, voce, chitarra acustica in Baci proibiti)

Singoli (digitale)
- 2021 - Currao feat. Baldo Verdú, Erriquez, Max Dedo, Peppe Voltarelli - Vagabondo (voce)

## Videografia

### Con Il parto delle nuvole pesanti
- 1996 - Alisifare (regia di Davide Caligiuri)[50]
- 1998 - Bambini volanti (regia di Tiziano Sossi)[51]
- 1998 - Lupu (regia di Tiziano Sossi)[52]
- 1998 - Sule (regia di Giancarlo Onorato e Tiziano Sossi)[53]
- 2004 - Onda calabra (regia di Giuseppe Gagliardi)[54]
- 2006 - Gli amici degli amici (regia di Giuseppe Gagliardi)[55]

### Solista
- 2008 - Italiani superstar (regia di Giuseppe Gagliardi)[56]
- 2008 - Turismo in quantità (regia di Giuseppe Gagliardi)[57]
- 2008 - Distratto ma però (regia di Federico Rizzo)[58]
- 2011 - Canto mo (regia di Tony Gutierres)[59]
- 2012 - Scarpe rosse impolverate (regia di Tony Gutierres)[60]
- 2012 - 'Sta città (regia di Gherard Kühn)[61]
- 2014 - Io tu loro noi (regia di John Cardiff)[62]
- 2015 - Amara terra mia 2.0 (regia di Nunzio Germanetta)[63]
- 2015 - Sciakatan (regia di The Fake Factory)[64]
- 2015 - Iamavanti (Mintcho Garrammone remix) (regia di Nunzio Germanetta)[65]
- 2016 - Il monumento (DJ Grissino remix) (regia di Nunzio Germanetta)[66]
- 2016 - Qua si campa d’aria (regia di Giacomo Triglia)[67]
- 2017 - Stornelli calabresi[68]
- 2023 - Nun sugnu sulu mai (regia di Giacomo Triglia)[69]
- 2024 - Au cinema (regia di Lele Nucera)[70]
- 2025 - Spremuta di limone (regia di Tony Gutierres)[71]

Collaborazioni
- 2018 - Yasemin Sannino feat. Peppe Voltarelli - Nerede (regia di Gigi Roccati)[72]
- 2021 - Currao - Vagabondo (regia di Tom Baumann e Kinzica Caterini)[73]

## Filmografia

### Cinema
Lungometraggi
- 2003 - Doichlanda (regia di Giuseppe Gagliardi)[32][33]
- 2006 - La vera leggenda di Tony Vilar (regia di Giuseppe Gagliardi)[35]
- 2007 - Notturno bus (regia di Davide Marengo)[36]
- 2008 - Fuga dal call center (regia di Federico Rizzo)[37]
- 2013 - Vino para robar (regia di Ariel Winograd)[39]
- 2015 - Cançons d’amor i anarquia (regia di Carlos Benpar)[40]
- 2015 - Babylon sisters (regia di Gigi Roccati)[41]
- 2025 - Che verso fa il pesce spada? (regia di Giacomo Triglia)[74]

Mediometraggi
- 2009 - Belly button broth / Brodo di ombelico (regia di Giuseppe Gagliardi)[75]

### Televisione
Serie televisive
- 2015 - 1992 (regia di Giuseppe Gagliardi)[42]
- 2018 - La mafia uccide solo d’estate (regia di Luca Ribuoli)[43]
- 2022-2024 - Il re (regia di Giuseppe Gagliardi)[44]
- 2024 - Mike (regia di Giuseppe Bonito)

## Teatrografia
- 2001 - Voleva fare l'artista (di e regia di Peppe Voltarelli)[76]
- 2002 - Roccu u stortu (di Francesco Suriano, regia di Fulvio Cauteruccio)[77]
- 2002 - Panza crianza e ricordanza (di e regia di Giancarlo Cauteruccio)[78]
- 2002 - Ico No Clast (di Giampaolo Spinato, regia di Fulvio Cauteruccio)[79]
- 2006 - Grecia, mia cara Grecia (di Corrado Alvaro, regia di Maurizio Scaparro e Giancarlo Cauteruccio)[80]
- 2007 - Medea e la luna (di Corrado Alvaro, regia di Giancarlo Cauteruccio)[81]
- 2007 - Picchì mi guardi si tu si masculu (di e regia di Giancarlo Cauteruccio)[82]
- 2008 - Angolo somma zero (di e regia di Alessandro Langiu)[83]
- 2009 - Parole scolpite nella terra… mangiata dal mare (regia di Peppe Voltarelli)[84]
- 2012 - Il viaggio, i padri e l’appartenenza (di e regia di Peppe Voltarelli)[85]
- 2013 - Storia di un bene comune (di e regia di Rosaria Parretti)[86]
- 2020 - Olimpia tragedia del passaggio (di Luigia Sorrentino, regia di Luisa Corcione)[87]

## Opere

### Autore
- 2000 - Peppe Voltarelli, Raggia. Versi, strisce e canzoni - Poems, strips and lyrics, Emir Edizioni, Bologna, Italia, pp. 95[1]
- 2009 - Peppe Voltarelli, Non finito calabrese, Del Vecchio Editore, Roma, Italia, pp. 80, ISBN 978-88-6110-028-2[88][89]
- 2014 - Peppe Voltarelli, Il caciocavallo di bronzo. Romanzo cantato e suonato, Stampa Alternativa, Roma, Italia, pp. 128, ISBN 978-88-6222-385-0[90]
- 2016 - Peppe Voltarelli, Voltarelli canta Profazio, Squilibri, Roma, Italia, pp. 64, ISBN 978-88-8900-986-4[91]

### Contributi
- 2000 - AA.VV., Ciani - Un’epopea banditesca nell’era mediatica, Emir Edizioni, Bologna, Italia, pp. 96[92][93]
- 2000 - James Pikula, Il parto delle nuvole pesanti. Quattro racconti al dottor Cacciatutto, Emir Edizioni, Bologna, Italia, pp. 93[94]
- 2009 - Marco Ambrosi (ed.), Ad esempio a me piace… Un viaggio in Calabria, Rubbettino Editore, Soveria Mannelli, Italia, pp. 128, ISBN 978-88-4982-505-3[95][96]
- 2011 - Chiara Baffa (ed.), Cosa volete sentire. Compilation di cantautori italiani, Minimum Fax, Roma, Italia, pp. 137, ISBN 978-88-7521-379-4 (racconto Patate sotto la cenere)[97]
- 2015 - AA.VV., La Calabria si racconta, Rubbettino Editore, Soveria Mannelli, Italia, pp. 126, ISBN 978-88-4984-527-3[98]
- 2020 - Marco Ambrosi (ed.), L’altro allo specchio, Compagnia Editoriale Aliberti, Reggio Emilia, pp. 208, ISBN 978-88-9323-371-2[99]
- 2021 - Sergio Secondiano Sacchi, Storie e amori d’anarchie. Le canzoni e gli avvenimenti che raccontano un’idea di libertà e rivolta, Squilibri, Roma, pp. 280, ISBN 978-88-8557-138-9[100]

## Premi

### Con Il parto delle nuvole pesanti
- 1999 - Candidatura alla 4ª edizione del Premio Italiano della Musica nella categoria Rivelazione italiana dell’anno[101]
- 2001 - Candidatura alla 6ª edizione del Premio Italiano della Musica nella categoria Rivelazione italiana dell’anno[102]
- 2004 - Premio speciale della giuria M.E.I. per migliore videoclip d’autore con Onda calabra[34]
- 2011 - Candidatura alla 56ª edizione dei David di Donatello per miglior canzone con Onda calabra[103]

### Solista
- 2003 - Premio speciale della giuria della 21ª edizione del Torino Film Festival nel concorso Doc 2003 per il film Doichlanda[104]
- 2004 - Cittadinanza onoraria del comune di Castiglione Cosentino[105]
- 2007 - Finalista della Targa Tenco per migliore opera prima con Distratto ma però[106]
- 2008 - Premio Pino Piras Cançó de Raganal[107]
- 2010 - Targa Tenco per miglior album in dialetto per Ultima notte a Malá Strana[108]
- 2011 - Targa Dallo Sciamano allo Showman[109]
- 2013 - Premio M.E.I. Vent’anni di carriera[110]
- 2016 - Targa Tenco per miglior album interprete per Voltarelli canta Profazio[111]
- 2019 - Premio Amilcare Rambaldi[112]
- 2020 - Premio d’Autore[113]
- 2021 - Targa Tenco per miglior album interprete per Planetario[114]
- 2021 - Premio Ponte d’Argento[115]
- 2023 - Finalista (2º classificato) della Targa Tenco per migliore album in dialetto con La grande corsa verso Lupionòpolis[116]
- 2023 - Premio Nilla Pizzi[117]
- 2024 - Premio Nazionale Città di Loano per la Musica Tradizionale Italiana come miglior album 2023 con La grande corsa verso Lupionòpolis[118]
- 2025 - Premio Letterario Internazionale “Carità è Donarsi” (Premio alla carriera)

#### Targa Tenco
| Anno | Categoria                  | Album                              | Risultato                   |
| ---- | -------------------------- | ---------------------------------- | --------------------------- |
| 2007 | Migliore opera prima       | Distratto ma però                  | Finalista                   |
| 2010 | Migliore album in dialetto | Ultima notte a Malá Strana         | Vincitore                   |
| 2016 | Migliore album interprete  | Voltarelli canta Profazio          | Vincitore                   |
| 2021 | Migliore album interprete  | Planetario                         | Vincitore                   |
| 2023 | Migliore album in dialetto | La grande corsa verso Lupionòpolis | Finalista (2º classificato) |

## Festival
Un’attività concertistica da sempre intensa lo ha portato a suonare in 25 paesi nel mondo (per cui è stato definito cantante emigrante): Argentina, Australia, Austria, Belgio, Canada, Cile, Cuba, Francia, Germania, Inghilterra, Iraq, Irlanda, Italia, Lussemburgo, Madagascar, Messico, Polonia, Principato di Monaco, Repubblica Ceca, Serbia, Spagna, Stati Uniti d’America, Svizzera, Ungheria e Uruguay.

### Festival internazionali
- 2004 - MOFFOM Festival (Praga, Repubblica Ceca)
- 2007 - Buitoni Italian Film Festival (Dublino, Irlanda)[120]
- 2008 - Avanti Pop 2 Festival (Duisburg, Germania)[121]
- 2008 - Tribeca Film Festival (New York, Stati Uniti d’America)[122]
- 2008 - Calgary International Film Festival (Calgary, Canada)
- 2008 - United Islands of Prague (Praga, Repubblica Ceca)
- 2008 - The Weird Mob Festival (Sydney, Australia)[123]
- 2009 - Karneval der Kulturen (Berlino, Germania)
- 2009 - Buenos Aires Feria Internacional de la Música (Buenos Aires, Argentina)[124]
- 2009 - Třebotovská Říje (Trebotov, Repubblica Ceca)[125]
- 2009 - International Film Festival Karlovy Vary (Karlovy Vary, Repubblica Ceca)
- 2010 - Festival Internacional de Cine de Morelia (Morelia, Messico)
- 2010 - Feria Nacional de San Marcos (Aguascalientes, Messico)
- 2010 - AdriaHochZwei (Dortmund, Germania)[126]
- 2011 - Les FrancoFolies de Montréal (Montréal, Canada)[127]
- 2011 - Luminato Festival (Toronto, Canada)[128]
- 2011 - Barnasants Festival de Cançó (Barcellona, Spagna)[129]
- 2011 - Cinema Italia Oggi (Varsavia, Polonia)[130]
- 2011 - Festival del Cinema Italiano di Belgrado (Belgrado, Serbia)[131]
- 2011 - MittelCinemaFest (Budapest, Ungheria)[132]
- 2012 - Festival Off d'Avignon (Avignone, Francia)[133]
- 2012 - Cinema Made in Italy (Londra, Inghilterra)[134]
- 2013 - Festival International de Jazz de Montréal (Montréal, Canada)[135]
- 2013 - Festival Musique du Bout du Monde (Gaspé, Canada)[136]
- 2014 - Italiana (Colonia, Germania)[137]
- 2014 - Neighborhoods of the World (Chicago, Stati Uniti d’America)[138]
- 2017 - Vagabond Festival (Berlino, Germania)[139]
- 2018 - San Diego Italian Film Festival (San Diego, Stati Uniti d’America)[140]
- 2019 - Festival des Tradition du Monde Sherbrooke (Sherbrooke, Canada)[141]
- 2019 - Festival International des Rythmes du Monde (Saguenay, Canada)[142]
- 2019 - Semaine italienne (Montréal, Canada)[143]
- 2019 - La grande bellezza (Zurigo, Svizzera)[144][145]
- 2020 - Le Bal Rital (Parigi, Francia)[146]
- 2022 - ChiassoLetteraria (Chiasso, Svizzera)[147]
- 2022 - Bleiche Sessions (Wald, Svizzera)[148]
- 2022 - Festival Canzoni & Parole (Parigi, Francia)[149]
- 2022 - Italiana (Colonia, Germania)[150]
- 2023 - Festival Canzoni & Parole (Parigi, Francia)[11]

### Festival italiani
- Al cuore della canzone (Roma, 2022)[151]
- Amore e rabbia (Verzino, 1996, 2007, 2021)[152]
- Ariano Folk Festival (Ariano Irpino, 2019)[153]
- Barezzi Festival (Busseto, 2016)[154]
- Calici di Stelle (Terricciola, 2022)[155]
- Carpino Folk Festival (Carpino, 2016)[156]
- Concerto del Primo Maggio (Roma, 1999[157], 2005[158], 2009[159], 2010[160], 2011[161])
- Dallo sciamano allo showman - Festival della canzone umoristica d’autore (Edolo, 2011, 2018, 2021)[162]
- Duo. Musiche nuove da tradizioni antiche (L’Aquila, 2022)[163]
- Farms Festival (Scandicci, 2022)[164]
- Festa dei 1000 Giovani per la Musica (Pistoia, 2017)[165]
- Festival del pensiero popolare (San Miniato, 2022)[166]
- Festa del Cinema di Roma (Roma, 2006)
- Festival delle Invasioni (Cosenza, 2019)[167]
- Festival di Musica Popolare (Forlimpopoli, 2018, 2020)[168][169]
- Festival Leggere & Scrivere (Pizzo, 2016, Vibo Valentia, 2021)[170]
- Kaulonia Tarantella Festival (Caulonia, 2013, 2015, 2021)[171][172]
- L’importanza di essere piccoli (Capugnano, 2014, Castel di Casio, 2016)[173][174]
- Le Notti delle Magare (San Fili, 2022)[175]
- M.E.I. Meeting delle etichette indipendenti (Faenza, 2000, 2004, 2013, 2020)
- Mare e Miniere (Iglesias, 2017, 2019)[176][177]
- Musicastrada Festival (Monteverdi Marittimo, 2020, Pomarance, 2023)[178][179]
- New Oikos (Contursi Terme, 2022)[180]
- Notte Europea dei Ricercatori (Rende, 2022)[181]
- Notte Tricolore (Torino, 2011)[182]
- Pentedattilo Film Festival (Melito di Porto Salvo, 2022)[183]
- Peperoncino Festival (Diamante, 2020, 2021, 2022, 2023)[184]
- Peperoncino Jazz Festival (Mormanno, 2021, San Marco Argentano, 2022, Roseto Capo Spulico, 2023)[185][186]
- Premio Nazionale Città di Loano per la Musica Tradizionale (Loano, 2009, 2011)[187]
- Premio Tenco (Sanremo, 1998[188], 1999[189], 2001[190], 2007[191], 2010[192], 2011[193], 2016[194], 2017[195], 2019[196], 2021[197])
- Quarrata Folk Festival (Quarrata, 2018)[198]
- Settembre al Borgo (Caserta, 2013, 2017)[199]
- Sponz Festival (Calitri, 2016)[200]
- Suoni Controvento (Norcia, 2022)[201]
- Terra Madre Salone del Gusto (Torino, 2022)[202]
- Torino Film Festival (Torino, 2003)
- Trame Festival (Lamezia Terme, 2016)[203]

## Curiosità
- Originario di Mirto, frazione del comune di Crosia in provincia di Cosenza dove si avvicina alla musica all'età di 11 anni, vive attualmente a Firenze, dopo aver vissuto a Bologna, Roma, Napoli e Berlino.[204]
- Nel 1995 si laurea al DAMS dell'Università di Bologna discutendo una tesi sul rap italiano in semiologia della musica con il Prof. Gino Stefani e sotto la supervisione di Pierfrancesco Pacoda.[205]
- Nel 2000 fonda a Bologna l'Emir (Ente musicisti italiani rilassati), associazione e casa editrice con scopi artistici e socio-umanitari.[46][206]
- Nel 2004 ha condotto il programma televisivo Follia rotolante su Rai 2 insieme ad Elenoire Casalegno e Davide Van De Sfroos.[207][208]
- È direttore artistico di: Back to Cropalati, festival dell’omonimo comune, dal 2006[209][210]; La città dei luoghi - Festival dell'appartenenza, festival del comune di Corigliano-Rossano, dal 2021[211]; Il cielo sopra Sibari, festival del comune di Cassano all'Ionio, dal 2022.[212]
- Nel 2008 la fotografa Giada Ripa di Meana ha scattato la fotografia di copertina dell’album Distratto ma però al Conservatorio Reale di Bruxelles.[213][214]
- Nel 2010 ha cantato Margherita di Riccardo Cocciante con Adriana Varela in diretta radiofonica negli studi di Radio Nacional a Buenos Aires.[215]
- Nel 2013 il giornalista statunitense Jon Pareles ha dedicato un articolo sul New York Times alla serata al Joe’s Pub di New York in cui è stato ospite del Canzoniere Grecanico Salentino cantando Raggia.[216]
- Nel 2014 ha mangiato in un deli nel quartiere Greenwich Village di New York con il famoso ingegnere del suono Marc Urselli.[217]
- Nel 2016, nel camerino del Teatro Ariston di Sanremo, prima di ritirare la Targa Tenco per il miglior album interprete per Voltarelli canta Profazio, Profazio chiese a Voltarelli: “Pensi che i calabresi ci perdoneranno di aver vinto il Premio Tenco?”.
- Nel 2019 è stato il primo italiano a cantare in teatro in Madagascar.[218][219]
- Nel 2023, durante il festival della canzone italiana a Parigi[220], nella sede dell'Association Nationale Les Garibaldiens[221], ha bevuto vino rosso con il famoso cantautore Mimmo Locasciulli.